# Chicago Transit Authority (album)
Chicago Transit Authority je debitantski studijski album chichaške rock zasedbe Chicago Transit Authority, ki se je kasneje preimenovala v Chicago. Album je bil posnet in izdan leta 1969 pri založbi Columbia Records.

## Zgodovina
Skupina Chicago je bila ustanovljena leta 1967 kot »The Big Thing«, predhodnica katere je bila skupina »The Missing Links«. Skupina se je zatem preimenovala v Chicago Transit Authority, leta 1968 pa je skupino pod svoje okrilje vzel producent James William Guercio. Zaščitni znak skupine je bila zmes trobil in jazza z rock and rollom. Guercio je imel občutek, da bo ta zmes uspešna, zato je lobiral na založbi, da bi dali skupini priložnost.
Konec leta 1968 je skupina sklenila pogodbo z založbo Columbia Records in konec januarja posnela svoj prvenec. Guercio je predtem produciral drugi album zasedbe Blood, Sweat & Tears, da bi tako zbral dobolj kapitala za Chicago. Proti koncu snemanj Chicago Transit Authority, so se člani skupine odločili, da bodo izdali dvojni album. Skeptična, ker je bil to debitantski album, se je skupina odločila, da lahko izdajo dvojni album, če se odpovejo tantiemam.
Poleg skladb, ki so izšle na albumu, je skupina posnela še nekaj drugih skladb. »Wake Up Sunshine«, »It Better End Soon«, (obe sta izšli na drugem albumu skupine, Chicago), »Loneliness is Just a Word« (izšla je na albumu Chicago III in zgodnja verzija skladbe »Mississippi Delta City Blues« (precej drugačna verzija od verzij, ki sta izšli na albumih Live in Japan in Chicago XI) izvirajo iz tega časa. Ostale takrat posnete skladbe, kot sta »Dedicated to Girl Number 1« in »Once Upon a Life« ni sta bili nikoli izdani.
V prvotni zasedbi so si glavni vokal delili klaviaturist Robert Lamm, kitarist Terry Kath in basist Peter Cetera, James Pankow, Lee Loughnane in Walter Parazaider so skrbeli za podporo pihal in trobil (trombon, trobenta in saksofon ter klarinet in flavta), Danny Seraphine pa je igral bobne in tolkala. Glavni komponisti v tem času so bili Lamm, Kath in Pankow. Jimi Hendrix je bil navdušenec Kathovega igranja. Po navedbi notranjih opomb albuma, je bil Kathov solo pri skladbi »Free Form Guitar« ustvarjen in izveden brez uporabe pedalov. V poklon Hendrixovemu kitarskemu ekspresionizmu (uporabljal je wah in fuzz pedale), je namesto teh Kath kitaro vklopil naravnost v studijski ojačevalec in pri celotni skladbi v enem poskusu improviziral za namen čistega tona. »Free Form Guitar« je vplivala na zvrst noise.
Album je takoj postal hit in dosegel 17. mesto ameriške in 9. mesto britanske lestvice. Kritične reakcije so bile močne, z albuma pa ni izšel noben hit single. Leta 1970 in 1971 so se singli »Does Anybody Really Know What Time It Is?« (7. mesto), »Beginnings« (7. mesto) in »Questions 67 and 68« (71. mesto) izkazali za zakasnjene hite. Album je na lestvici ostal takrat rekordnih 171 tednov in prejel zlati certifikati, kasneje pa še platinastega in dvojnega platinastega. To je eden izmed dveh albumov (drugi je Chicago V, ki ne vsebuje nobene skladbe Cetere. Ta je začel pisati skladbe z drugim albumom Chicago.
Med promocijsko turnejo, je podjetje Chicago Transit Authority zagrozilo skupini s tožbo, zato je skupina skrčila svoje ime na Chicago.

## Naslovnica
Na uradni spletni strani skupine je naslovnica poimenovana »Painted Shingle«. Notranji ovitek vsebuje individualne fotografije vsakega člana skupine, kar je kritik Peter Morelli opisal: »Za skupino, namerno ustanovljeno kot demokracija brez vodje, med fotografijami zagotovo izstopa Robert Lamm!«

## Ponovne izdaje
Leta 1974 je bil album miksan v kvadrofoničnem zvoku in izdan na SQ plošči (GQ-33255) in Dolby Quadraphonic 8-Track (QCA-33255).
Leta 2002 je bila album remasteriziran in ponovno izdan na zgoščenki pri založbi Rhino Records. Za izdajo dvojnega albuma na eni zgoščenki, je založba nekoliko prilagodila nekatere skladbe, kot so »Questions #67 and #68« (šest sekund krajša), »Free Form Guitar« (pet sekund daljša), odstranjen pa je bil 10-sekundni premor med skladbama »Someday« in »Liberation«.
Leta 2010 je založba Rhino Handmade ponovno izdala kvadrafonični miks albuma na DTS DVD-ju, leta 2016 pa na DTS-HD Master Audiu, kot del seta Chicago Quadio.

## Nagrade in priznanja
Za ta album je bila skupina nominirana za grammyja za najboljšega novega izvajalca.
Chicago Transit Authority je edini album skupine, uvrščen na seznam 1001 Albumov, ki jih morate slišati pred smrtjo.
Leta 2014 je bil album sprejet v Grammy Hall of Fame.

## Seznam skladb
| Stran 1 | Stran 1                                     | Stran 1     | Stran 1      | Stran 1 |
| Št.     | Naslov                                      | Pisec       | Glavni vokal | Dolžina |
| ------- | ------------------------------------------- | ----------- | ------------ | ------- |
| 1.      | „Introduction‟                              | Terry Kath  | Kath         | 6:35    |
| 2.      | „Does Anybody Really Know What Time It Is?‟ | Robert Lamm | Lamm         | 4:35    |
| 3.      | „Beginnings‟                                | Lamm        | Lamm         | 7:54    |

| Stran 2 | Stran 2               | Stran 2 | Stran 2            | Stran 2 |
| Št.     | Naslov                | Pisec   | Glavni vokal       | Dolžina |
| ------- | --------------------- | ------- | ------------------ | ------- |
| 4.      | „Questions 67 and 68‟ | Lamm    | Peter Cetera, Lamm | 5:03    |
| 5.      | „Listen‟              | Lamm    | Lamm               | 3:22    |
| 6.      | „Poem 58‟             | Lamm    | Lamm               | 8:35    |

| Stran 3 | Stran 3                    | Stran 3                     | Stran 3            | Stran 3 |
| Št.     | Naslov                     | Pisec                       | Glavni vokal       | Dolžina |
| ------- | -------------------------- | --------------------------- | ------------------ | ------- |
| 7.      | „Free Form Guitar‟         | Kath                        | none               | 6:47    |
| 8.      | „South California Purples‟ | Lamm                        | Lamm               | 6:11    |
| 9.      | „I'm a Man‟                | Steve Winwood, Jimmy Miller | Kath, Cetera, Lamm | 7:43    |

| Stran 4 | Stran 4                     | Stran 4               | Stran 4      | Stran 4 |
| Št.     | Naslov                      | Pisec                 | Glavni vokal | Dolžina |
| ------- | --------------------------- | --------------------- | ------------ | ------- |
| 10.     | „Prologue, August 29, 1968‟ | James William Guercio | none         | 0:58    |
| 11.     | „Someday (August 29, 1968)‟ | James Pankow, Lamm    | Lamm, Cetera | 4:11    |
| 12.     | „Liberation‟                | Pankow                | Kath         | 14:38   |

## Osebje

### Chicago
- Terry Kath – kitara, solo vokal, spremljevalni vokal
- Robert Lamm – klaviature, solo vokal, spremljevalni vokal
- Peter Cetera – bas, solo vokal, spremljevalni vokal
- Walter Parazaider – saksofon, tamburin
- Lee Loughnane – trobenta, tolkala
- James Pankow – trombon, tolkala
- Danny Seraphine – bobni, tolkala

### Produkcija
- James William Guercio – producent, notranje opombe
- Fred Catero – inženir
- Nick Fasciano – naslovnica

#### Ponovna izdaja 2002
- Lee Loughnane – A&R, nadzornik projekta
- David McLees – A&R, nadzornik projekta
- Gary Peterson – A&R, nadzornik projekta
- Mike Engstrom – vodja projekta
- April Milek – asistent projekta
- Bob O'Neill – asistent projekta
- Ingrid K. Olson – asistent projekta
- Randy Perry – asistent projekta
- Steve Woolard – asistent projekta
- Jeff Magid – audio nadzornik
- Cory Frye – urednik nadzornik
- Steven Chean – urednik
- David Donnelly – remastering
- Hugh Brown – fotografija
- Maria Villar – umetniški direktor, oblikovanje
- David Wild – notranje opombe

## Lestvice

### Album
| Leto | Lestvica      | Mesto |
| ---- | ------------- | ----- |
| 1969 | Billboard 200 | 17    |
| 1969 | UK Pop Albums | 9     |

### Singli
| Leto | Single                                      | Lestvica          | Mesto |
| ---- | ------------------------------------------- | ----------------- | ----- |
| 1969 | »Questions 67 and 68«                       | Billboard Hot 100 | 71    |
| 1970 | »Does Anybody Really Know What Time It Is?« | Billboard Hot 100 | 7     |
| 1971 | »Beginnings«                                | Billboard Hot 100 | 7     |
| 1971 | »Questions 67 and 68«                       | Billboard Hot 100 | 24    |
| 1971 | »I'm a Man«                                 | Billboard Hot 100 | 49    |